# Stéphane Goubert
Stéphane Goubert (født 13. marts 1970) er en fransk tidligere professionel cykelrytter.